# الوطن (رواية موريسون)
الوطن هي الرواية العاشرة للكاتبة الأمريكية الحائزة على جائزة نوبل توني موريسون والتي نُشرت في الأصل عام 2012 عن دار ألفريد كنوبف.

## ملخص
تدور أحداثها في الخمسينيات من القرن الماضي، حول قصة المحارب القديم فرانك موني البالغ من العمر 24 عامًا وهو يتنقل في أمريكا أثر الصدمة التي تعرض لها أثناء الخدمة في الحرب الكورية. بعد تلقيه رسالة تنبهه أن أخته الصغرى، سي، في خطر، بنطلق في رحلة العودة إلى الوطن في لوتس، جورجيا.
تتطرق رواية موريسون إلى قضايا تاريخية تتعلق بالمعاملة العنصرية تجاه الجنود السود العائدين إلى وطنهم من الحرب، والعنصرية الطبية تجاه الأجساد السوداء عبر التاريخ.

## شخصيات الرواية[4]
- فرانك موني (Frank Money) البطل الرئيسي للرواية.جندي أمريكي من أصل إفريقي عاد من الحرب الكورية.
- سي (Cee) شقيقة فرانك الصغرى.فتاة بريئة، عانت من الإهمال والاستغلال.
- القس جون لوك رجل دين يساعد فرانك في بداية رحلته.
- نساء لوتس مجموعة من النساء يعالجن "سي" بالأعشاب والرعاية.
- الرجل القصير ذو الملابس الزرقاء شخصية غامضة تظهر لفرانك في القطار.
- الجدة جدة فرانك و"سي"، توصف بأنها ساحرة شريرة.[5]

## استقبال
الرواية تلقت آراء متباينة ولكن كان الأغلبية للمراجعات الإيجابية. وصفت مجلة بابليشرز ويكلي رواية موريسون بأنها "[ب] جميلة ووحشية، مثل نثر الكاتبة المثالي". وانتقدت ليا هاجر كوهين في صحيفة نيويورك تايمز الافتقار إلى الدقة في رمزية الرواية، لكنها خلصت إلى أن "إنجاز هذا العمل يكمن في قدرته الكبيرة على جعلنا نشعر بأننا لسنا مقيمين فحسب، بل مالكين مشاركين". عن هذه الأرض التي نسميها الوطن، ونكون مسؤولين عنها بشكل جماعي". وفي صحيفة واشنطن بوست، كتب رون تشارلز: "هذه الحكاية الهادئة بشكل مخيف تحتوي على جميع الموضوعات المدوية التي استكشفتها موريسون من قبل. ومع ذلك، لم تكن أكثر إيجازًا من أي وقت مضى، وهذا ضبط النفس يوضح النطاق الكامل لقوتها". ووصفها إريك شوارتزل، بأنها "سرد سهل ... لا يجد أبدًا تألقًا لوضعه".

## اقتباسات
"لمن هذا الوطن؟" هذه العبارة الافتتاحية للرواية، وهي مقتبسة من أغنية كتبتها موريسون قبل عشرين عامًا، وتُستخدم هنا كتساؤل وجودي حول الانتماء والهوية.
"قل لي، لماذا يبدو قفله مناسبًا لمفتاحي؟" اقتباس رمزي من الأغنية نفسها، يعكس شعور فرانك بالاغتراب والبحث عن مكان يناسبه.
"ليس مشردًا تمامًا، وإنما في وضع قريب من التشرد." وصف دقيق لحالة فرانك النفسية والاجتماعية بعد عودته من الحرب.
"هناك في أعماقها تعيش الصورة السرية لذاتي – وهي صورة قوية وجيدة بالنسبة لي." تعبير عن العلاقة العاطفية العميقة بين فرانك وشقيقته "سي"، ودورها في إعادة تعريف هويته.
"أسوأ مكان في العالم، بل أسوأ من أي ساحة معركة." وصف فرانك لمسقط رأسه "لوتس"، الذي يراه أكثر قسوة من الحرب نفسها.

"شاشة سينمائية بالأبيض والأسود." استعارة يستخدمها فرانك لوصف نوبات العمى الليلي التي يعاني منها، والتي ترمز إلى فقدان الوضوح في حياته.